# 호라가고개

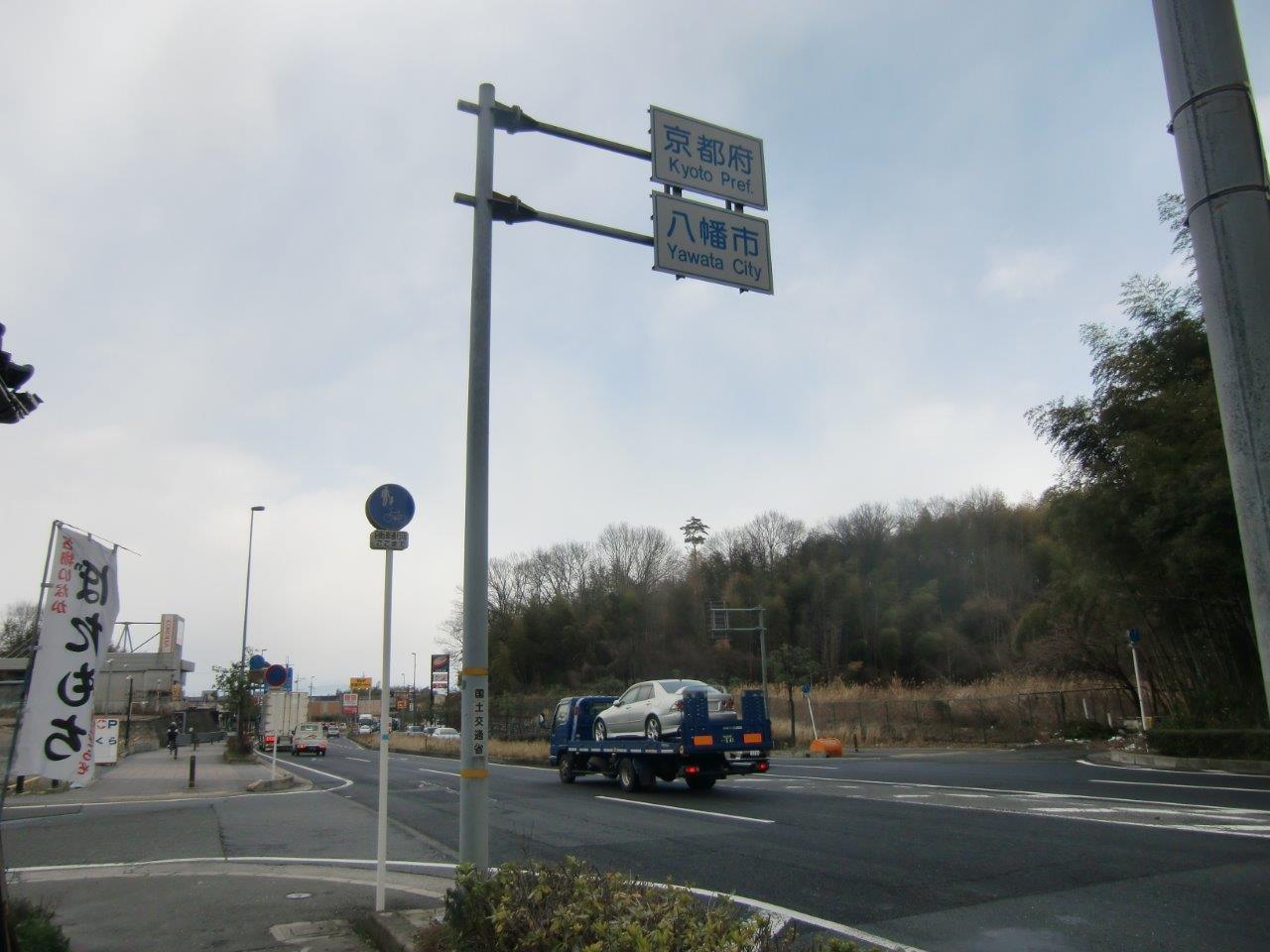

호라가고개(일본어: 洞ヶ峠 호라가토우게[*])는 교토부 야와타시 야와타남산과 오사카부 히라카타시 코야미치 나가오토게초의 경계에 있는 고개다. 옛날에는 히가시코야 가도의 중계지였다. 현재는 이 고개 조금 동쪽을 국도 1호선이 지나가고, 고개 바로 북쪽에는 야마테 간선의 교점인 하치만 호라가고개 교차점이 있다. 고개이기는 하지만 구불구불한 비탈길은 없고, 지금은 선형이 좋은 완만한 4차선 도로가 되어 있다.

## 내력
천정 10년(1582년), 혼노지의 변 직후에 아케치 미츠히데의 군과 하시바 히데요시의 군이 야마시로국 야마자키에서 격돌했다(야마자키 전투). 이 때 야마토국의 다이묘 츠츠이 쥰케이가 아케치・하시바 쌍방으로부터 구애를 받았는데, 츠츠이가 야마자키 남쪽에 있는 호라가고개까지 군사를 몰고 왔다가 어느 쪽에 붙을지 기다렸다는 전설이 있다. 그래서 형세를 살펴 우세한 쪽에 붙으려고 대기하는 기회주의적 태도를 일컫는 호라가고개를 결정하다(일본어: 洞ヶ峠を決め込む 호라가토우게오키메코무[*])라는 일본어 관용어가 있다.
그러나 츠츠이가 호라가고개에 포진했다는 이야기는 전설일 뿐, 양질의 사료에서는 전혀 확인되지 않는다.

## 현황
1966년에 히라카타 바이패스(게이한 국도)가 개통했으나, 1990년대 초기까지만 해도 호라가고개 주변은 잡목림이 우거지고 조명도 적어서 밤낮으로 을씨년스러웠다.
고개 주변의 모습이 일변한 것은 1990년대 들어서였다. 주택지와 학교가 건설되면서 교통량이 많아지고, 오락시설과 패밀리레스토랑 등도 속속 입점했다. 고개 북쪽의 교차점은 하치만시 동부나 교타나베시 서부에 조성된 뉴타운 “게이한 동(東) 로즈타운”의 현관문 역할을 하게 되어 도로조명도 정비되었다.
그 결과 약간의 녹림만 남기고 호라가고개 주위는 거의 모두 개발되었다. 옛 히가시코야 가도도 그 흔적을 찾아보기 힘들다.

## 참고 자료
- 高柳光寿『明智光秀』吉川弘文館、1958年